# سیارک ۲۴۴۹۳
سیارک ۲۴۴۹۳ (به انگلیسی: 24493 McCommon، نامگذاری:2000YT131) بیست و چهار هزار و چهارصد و نود و سومین سیارک کشف شده‌است که در ۳۰ دسامبر ۲۰۰۰ کشف شد.
قدر مطلق سیارک برابر ۱۵.۵ است.